# Paestum
Poséidonia (en grec ancien : Ποσειδωνία) est une colonie grecque fondée en 600 avr la côte tyrrhénienne, au sud de Salerne. Après la soumission de l'Italie du sud par Rome, marquée par la prise de Tarente, la cité devient une colonie romaine, rebaptisée à l'occasion Paestum en 273-272 av. J.-C., nom le plus couramment utilisé pour désigner le site de nos jours. Elle se trouve sur le territoire de la commune actuelle de Capaccio-Paestum, en Campanie.
C'est aujourd'hui un important parc archéologique, doté d'un vaste musée exposant les nombreuses découvertes réalisées sur le site lors des fouilles menées depuis la fin du XVIIIe siècle. Le parc archéologique est un des plus vastes d'Italie du sud, permettant d'admirer divers vestiges monumentaux datant des diverses phases d'occupation du site : trois temples grecs doriques (époques archaïque et classique), divers édifices communautaires (ecclesiasterion, amphithéâtre, forum), ainsi que des éléments d'habitats formant une trame urbaine orthogonale datant pour l'essentiel de l'époque hellénistique et romaine. Le site est inscrit depuis 1998 sur la liste du Patrimoine mondial de l'humanité établie par l'Unesco. Il fait partie du Parc national du Cilento et du Val de Diano.

## Phases d'occupation

### Préhistoire
La zone de Paestum est fréquentée dès la Préhistoire. Près du temple d'Athéna, un site néolithique rapportable à la culture de Serra d'Alto et une nécropole chalcolithique de la culture de Laterza ont été mis au jour et fouillés à la fin des années 1950 et 1960. La nécropole éponyme de la culture de Gaudo a été découverte durant la Seconde Guerre mondiale à moins de deux kilomètres du site antique. Ce site reste à ce jour le plus important cimetière de cette culture à la fois par le nombre de tombes exhumées et l'abondance du mobilier qu'elles contenaient.

### De la cité grecque à la fin de l'antiquité
La date de création de la cité antique n'est pas connue avec exactitude. L'historiographie s'accorde à dire que la cité grecque fut édifiée à la fin du VIIe siècle av. J.-C. par des Grecs de Sybaris (dans l'actuelle Calabre), probablement vers 600 av. J.-C. Strabon, historien grec du Ier siècle av. J.-C., évoque en son temps un village-forteresse au bord de la mer, qu'il appelle « Poseidonia ». Aux VIe siècle av. J.-C. et Ve siècle av. J.-C., la cité est au sommet de sa splendeur, nouant des relations étroites avec les divers peuples voisins (Campaniens, Étrusques) et s'intégrant dans un vaste réseau d'échange économique.
Vers la fin du Ve siècle av. J.-C. (probablement vers 420-410), Poseidonia devient lucanienne : les conditions de ce changement ne sont pas connues, peut-être une révolte des Lucaniens travaillant dans la cité, ou plus vraisemblablement, une forte expédition militaire venue de l'intérieur des terres par un contingent fortement armé, face à une cité non-fortifiée, et ne pouvant pas faire face militairement à l'aristocratie militaire indigène. La cité est selon toute vraisemblance rebaptisée « Paiston » ou « Phaiston ». C'est de cette période lucanienne, précédant la conquête romaine, que date l'apparition de la production de céramique paestane à figures rouges, subdivision stylistique et typologique de la céramique italiote à figures rouges (avec la céramique lucanienne à figures rouges, la céramique apulienne, campanienne et sicilienne).
Les années 420 - 270 avant notre ère marquent pour la cité une période de renouveau sous l'égide des nouveaux maîtres de la cité, comme en témoignent les nombreuses nécropoles de la cité, ayant livré parmi les plus notables exemples de peinture funéraire étrusco-campanienne. L'élite lucanienne résidant à Paestum se fait en effet fréquemment inhumer dans de vastes tombes à chambre, caissonnées par de larges dalles peintes de fresques représentant diverses scènes de combat, de retour du guerrier, de jeux funéraires, de batailles, notamment dans les nécropoles d'Andriuolo, de Gaudo, ou encore de Santa Venera. Cette réoccupation des espaces funéraires délaissés par les Grecs de la ville, ainsi que la profonde évolution des rituels funéraires – ostentatoires, impliquant de nombreux objets de prestige dont des armures de bronze complètes – suggèrent aux archéologues l'existence d'une forme d'aristocratie équestre dominant la cité. Au cours de la période, la cité entre dans le complexe jeu diplomatique et militaire qui agite l'Italie centrale et méridionale : objet de traités avec Rome ou Tarente, objet des prédations par les Samnites, ou d'Alexandre le Molosse, Poseidonia-Paestum occupe probablement une place centrale dans la région, au même titre que Capoue, ou Naples.
En 273 av. J.-C., les Romains conquièrent la cité et y déduisent une colonie de droit romain. La cité reçoit alors le nom de « Paestum ». Pendant la deuxième guerre punique et l'intrusion en Italie d'Hannibal, la cité reste fidèle à Rome. Comme de nombreuses cités romaines, elle profite alors de privilèges certains, comme de garder son propre monnayage. La fin de l'époque républicaine est marquée par la romanisation progressive de l'Italie du sud, entrecoupée par des épisodes violents tels que la guerre sociale. Paestum est alors une cité romanisée, intégrée juridiquement à l'espace de l'Italie (différent des provinces). Elle se pare alors de nouveaux édifices, notamment un amphithéâtre, un forum, un rempart monumental en grand appareil, doté de portes à cour, particulièrement bien documentées par les fouilles.
Comme beaucoup de cités littorales durant l'Antiquité Tardive, la ville commence à entrer dans une période de déclin, entre le IVe siècle et le VIIe siècle, probablement à cause de changements dans l'hydrologie côtière, et du manque de drainage, qui conduisirent à la transformation du port en marécage, contemporaine de l'arrivée de la malaria en Europe. Ce phénomène s'observe sur un grand nombre de cités grecques et romaines de la côte tyrrhénienne de l'Italie (Vélia, Laos, etc.).

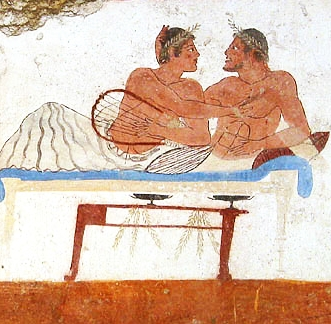
Fresque de la Tombe du Plongeur (vers -480).
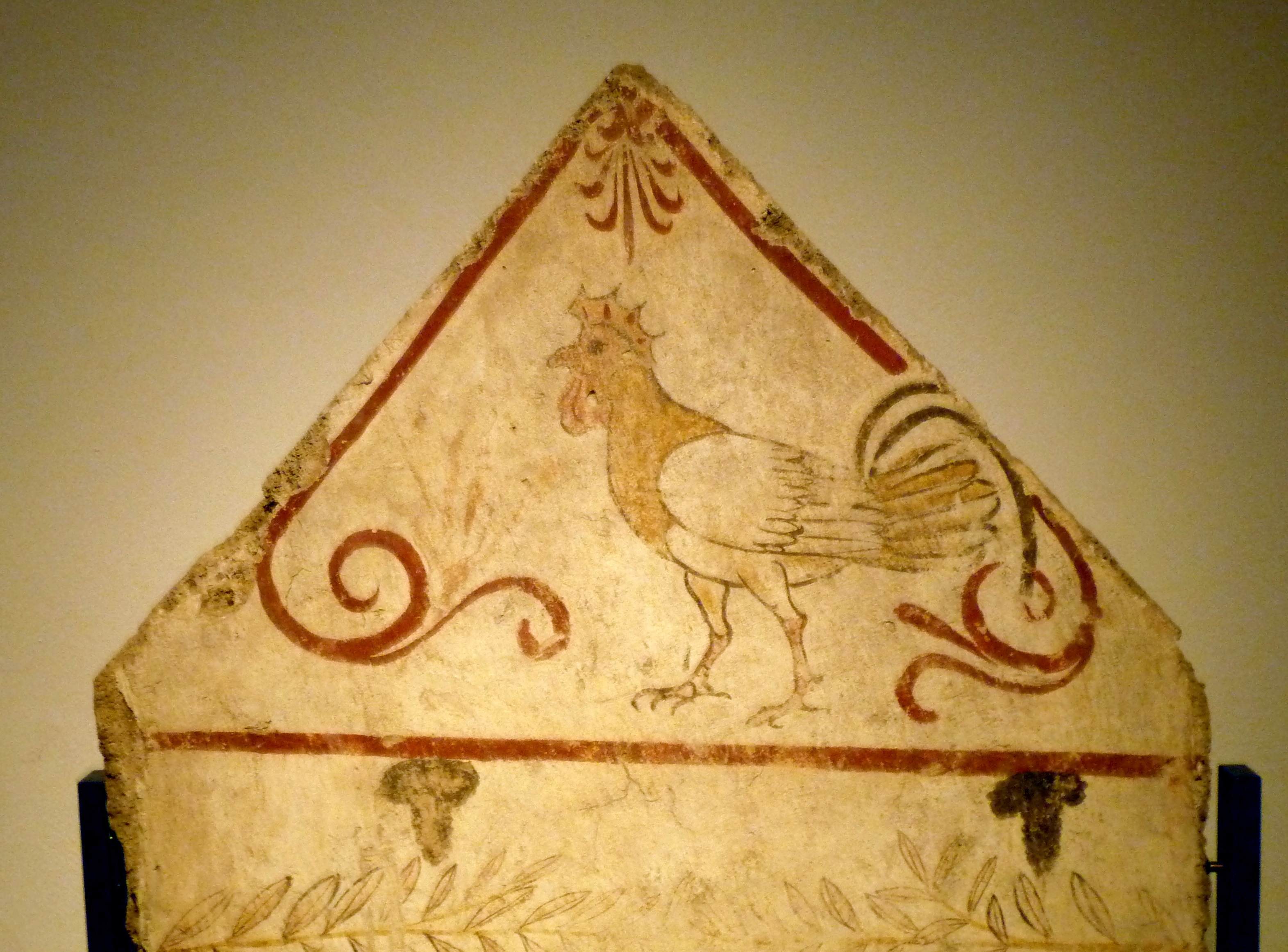
Le coq de Paestum, fresque d'une tombe lucanienne.

### Du début du Moyen Âge à l'époque moderne
Au IXe siècle, la ville subit des destructions causées par les pirates et esclavagistes barbaresques, Sarrasins, et les survivants de ces raids fondèrent plus loin dans les terres le bourg fortifié de Postiglione.
Au IXe siècle, une partie des habitants sont revenus, mais à la suite de l'arrivée des Normands, le site est de nouveau abandonné, et les habitants fondent un peu plus loin Capaccio.
Au cours du XVIIIe siècle, la mode du « Grand Tour » enflamme les jeunesses européennes issues de familles aisées : il est alors de bon ton de parcourir l'Europe et tout particulièrement l'Italie à la recherche des plus belles œuvres d'art. Rome, la Sicile, la Campanie et en particulier Naples (grâce aux premières fouilles de Pompéi et Herculanum) sont les lieux les plus fréquentés. Plutôt que d'effectuer un voyage en Grèce (alors sous domination turque) pour aller admirer l'architecture hellène, il est plus aisé d'aller à Paestum explorer les trois temples doriques, préservés depuis des siècles.

## Description du site
Le site compte d'importants monuments architecturaux d'époques grecque et romaine, parmi lesquels trois grands temples grecs – deux d'ordre dorique et un d'ordre dorique et ionique – ainsi qu'un bouleutérion et des édifices publics d'époque romaine, dont un petit amphithéâtre romain, un comitium et un hérôon, petit temple funéraire dédié aux héros fondateurs de la ville. Les remparts de la ville, longs de 4,75 km, sont bien conservés et présentent des phases lucanienne et romaine. Les quatre grandes portes sont romaines.

### Temple d'Héra, dit «Basilique»
Ce premier temple d'Héra, au sud du site, remonte à la seconde moitié du VIe siècle av. J.-C. Il est plus connu sous le nom de « Basilique », qui lui fut attribué au XVIIIe siècle en raison de la disparition presque totale des murs de la cella, du fronton et de l'entablement, qui rappelait plus l'agencement d'une basilique civile, à usage de tribunal ou de salle de réunions publiques que celui d'un édifice religieux.
Le temple était dédié à Héra, épouse de Zeus et divinité tutélaire de Poseidonia.
Ce grand temple est du type périptère ennéastyle, c'est-à-dire doté de 9 colonnes en façade, et de 18 colonnes sur les côtés. L'ensemble mesure 24,35 m × 54 m.
Le plan des aménagements internes est suffisamment bien conservé pour donner une idée de l'ensemble du monument : entre le pronaos et l'adyton, la cella est divisée en deux par une colonnade axiale qui soutenait les combles.
L'une des singularités de ce temple est son nombre impair des colonnes frontales, qui rendait impossible la vision de la statue de culte depuis l'extérieur, coupant totalement le peuple des fidèles de la divinité et de sa représentation. La colonnade axiale de la cella présentait un double ordre de colonnes, les colonnettes supérieures étant plus courtes et plus minces, de manière à respecter les canons de proportions.
L'autre singularité, entre tous les autres monuments d'architecture dorique, est la décoration végétale du col des chapiteaux, avec des feuilles, parfois même des rosettes et des fleurs de lotus, qui ne sont pas sans rappeler les éléments de décoration de l'époque mycénienne. Le couronnement du temple était en terre cuite peinte, avec des décors de têtes de lions et des antéfixes en forme de palmettes.
Cependant, seules sont parvenues jusqu'à nous les 50 colonnes du péristyle, hautes de 4,68 m, d'aspect archaïque, fortement galbées, avec des chapiteaux à abaque très large.

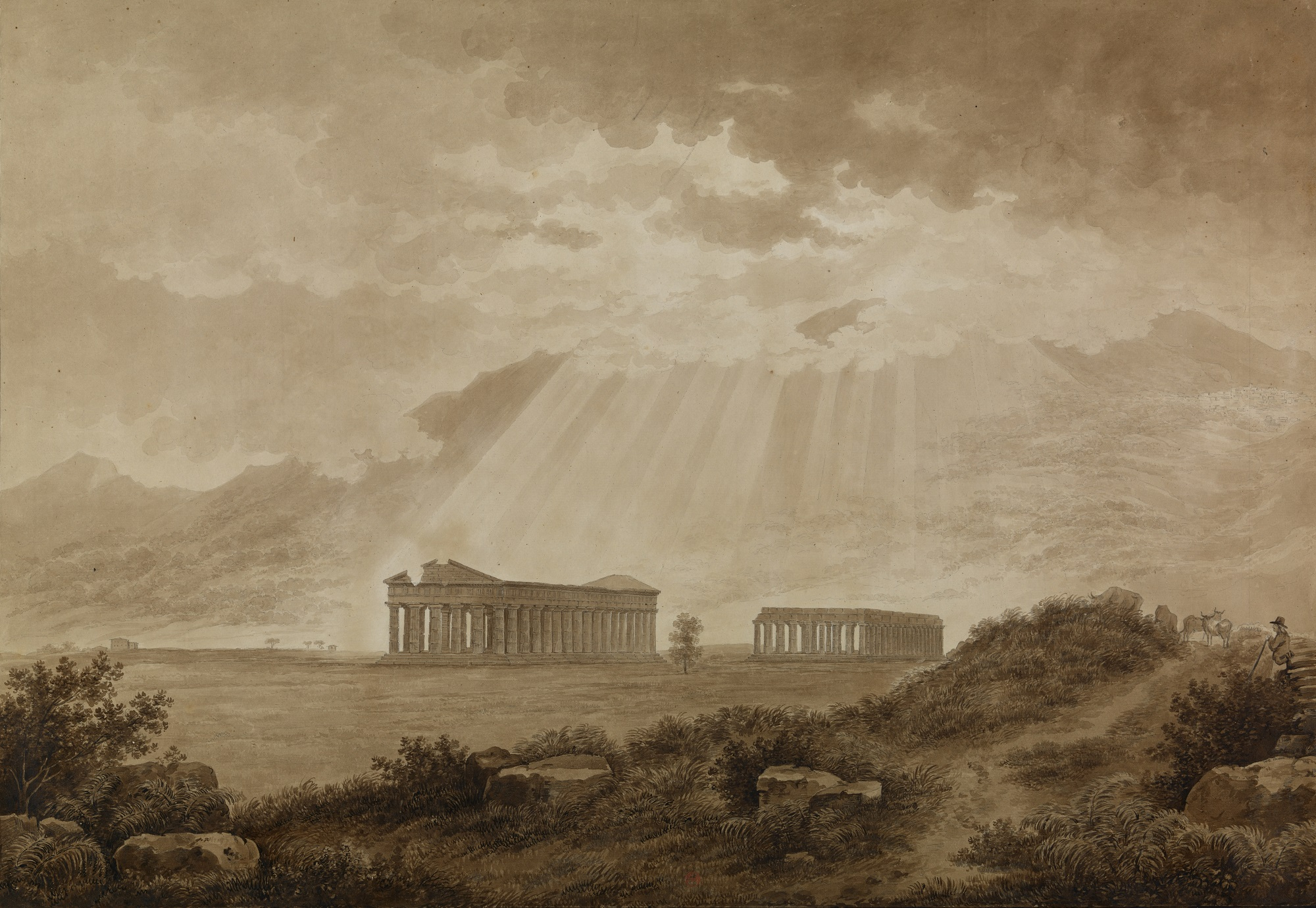
Franz Ludwig Catel, Les temples d’Héra et de Neptune à Paestum, 1812.
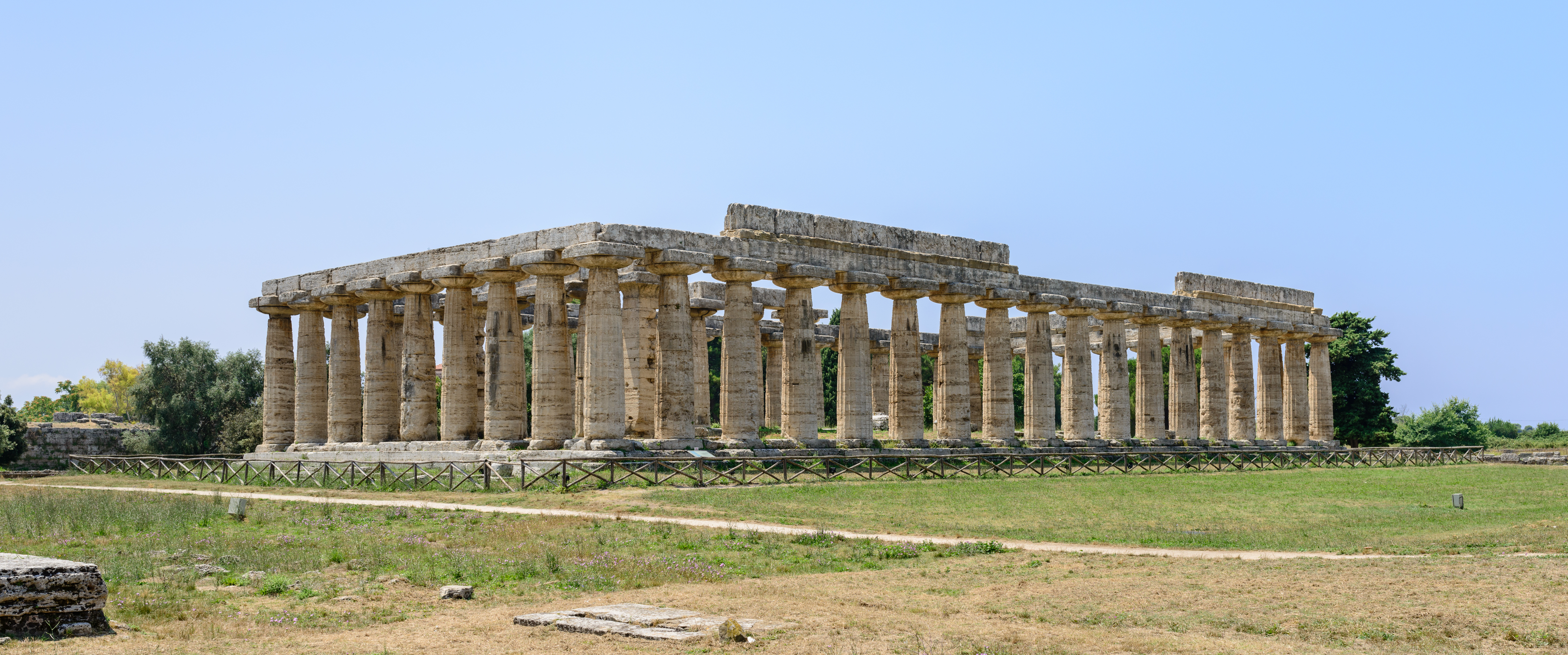
Le temple d'Héra, dit « Basilique »
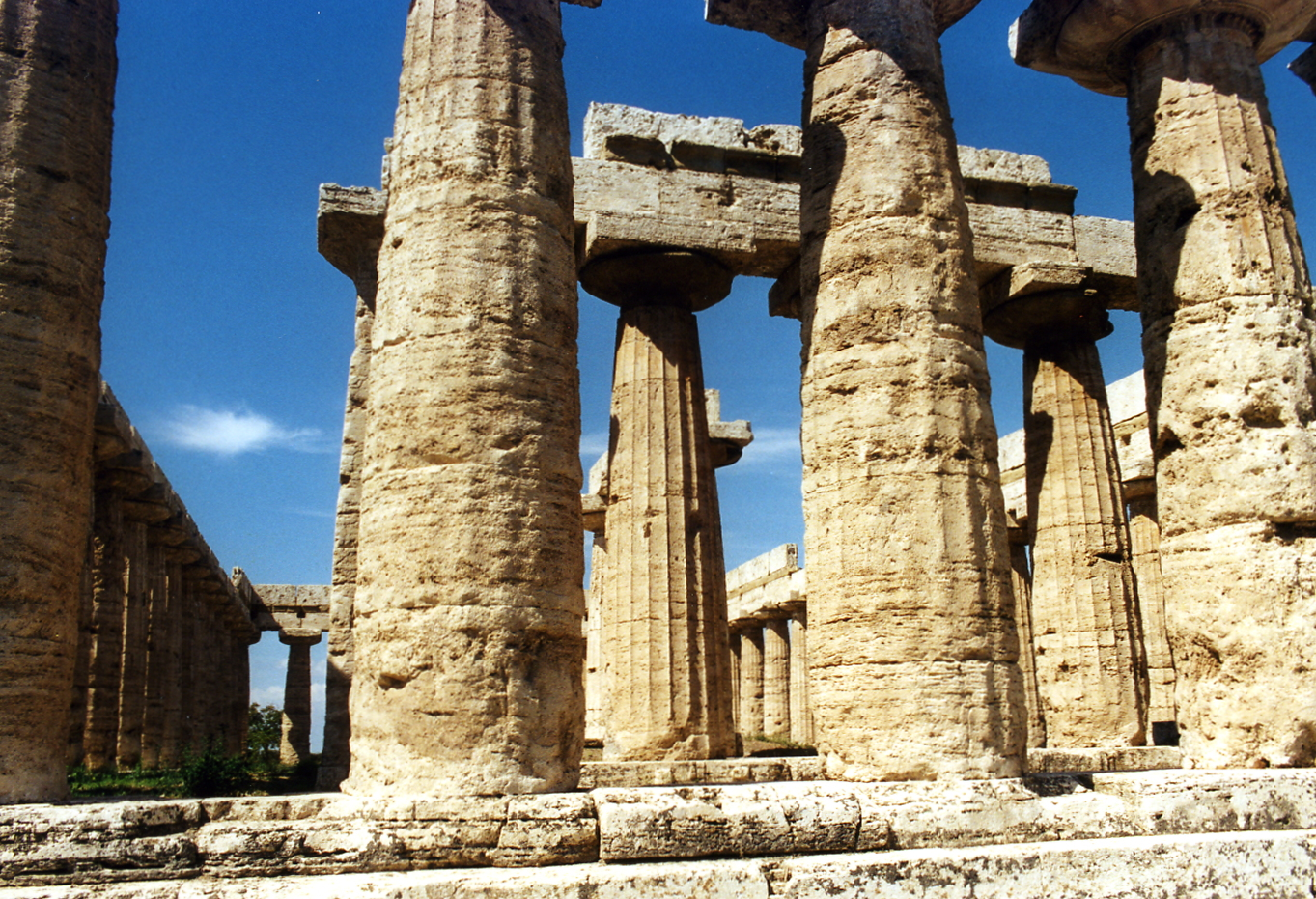
Le temple d'Héra, dit « Basilique »
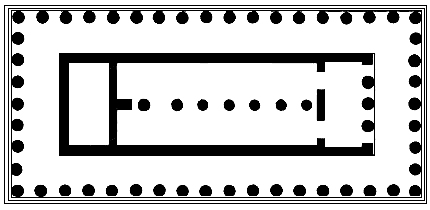
Plan du temple à colonnade axiale

### Second temple d'Héra, dit «temple de Poséidon» (ou de Neptune)
Le second temple supposé d'Héra, dit « temple de Poséidon » est le plus récent des trois : il a été construit vers 450 av. J.-C.
Le second temple d'Héra, dit aussi « temple de Poséidon », ou même « temple de Neptune », « temple d'Apollon », contigu à la « Basilique », à quelques mètres au nord de celle-ci, a été édifié vers le milieu du Ve siècle av. J.-C., probablement à l'époque du plus grand épanouissement de la cité de Poseidonia.
Il présente aujourd'hui un excellent aspect de conservation, dû à l'abandon de la ville pour cause de paludisme, dès les premiers siècles de l'ère chrétienne.

#### Conception générale du temple
La conception générale de ce temple semble s'inspirer de celle du temple de Zeus à Olympie. C'est un temple dorique périptère hexastyle de 6 × 14 colonnes, de 24,30 × 59,90 m, élevé sur une crépis à trois degrés.

#### Aménagements intérieurs
Le naos est distyle in antis, avec un pronaos et un opisthodome symétriques, enserrant une cella à colonnades internes. Juste après l'entrée de la cella, deux petits escaliers en colimaçon donnaient accès à la toiture. La cella est divisée en trois nefs par deux rangées de sept colonnes doriques, chacune surmontée d'un même nombre de colonnes semblables, mais plus petites.

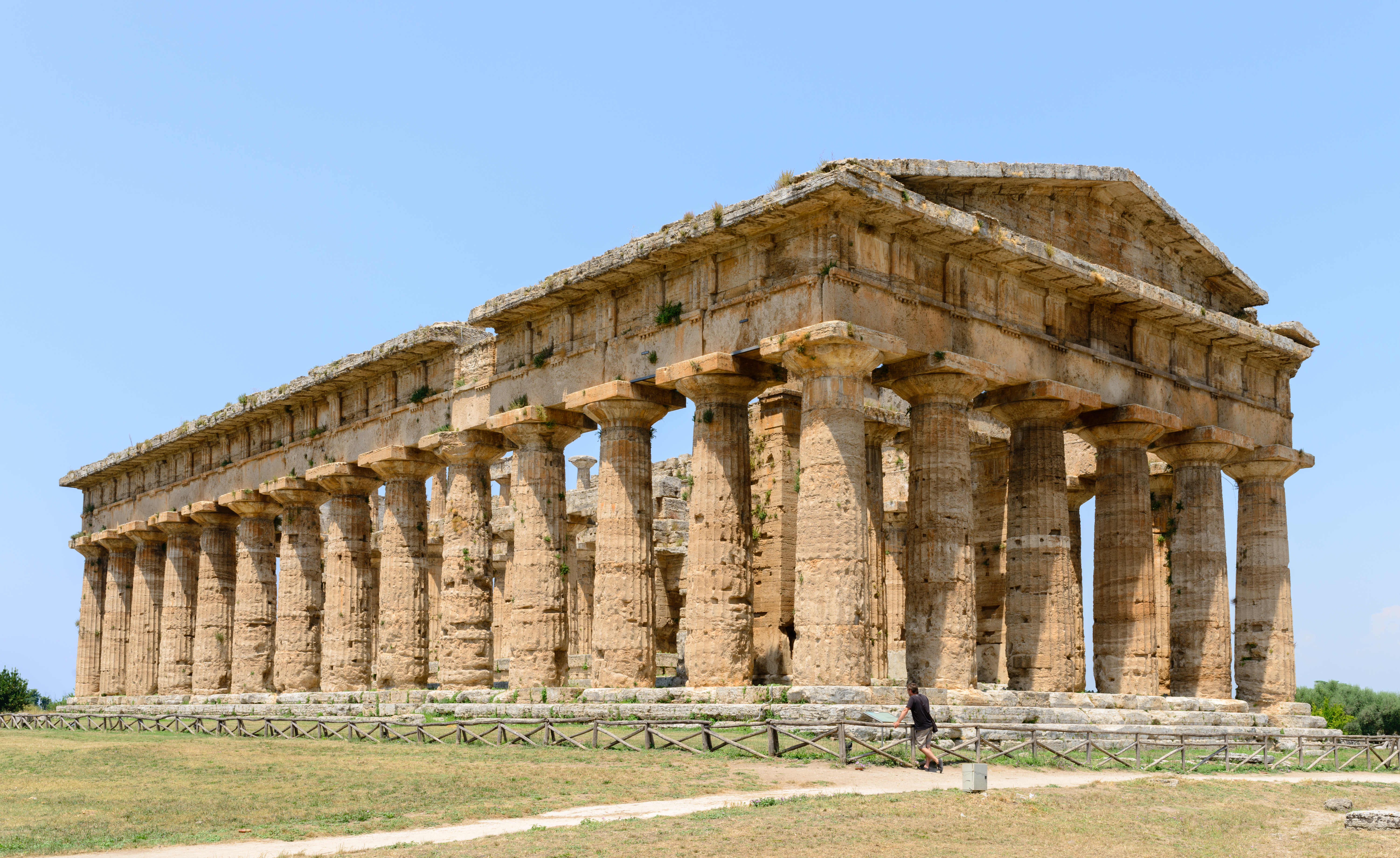
Le second temple d'Héra, dit « temple de Poséidon »
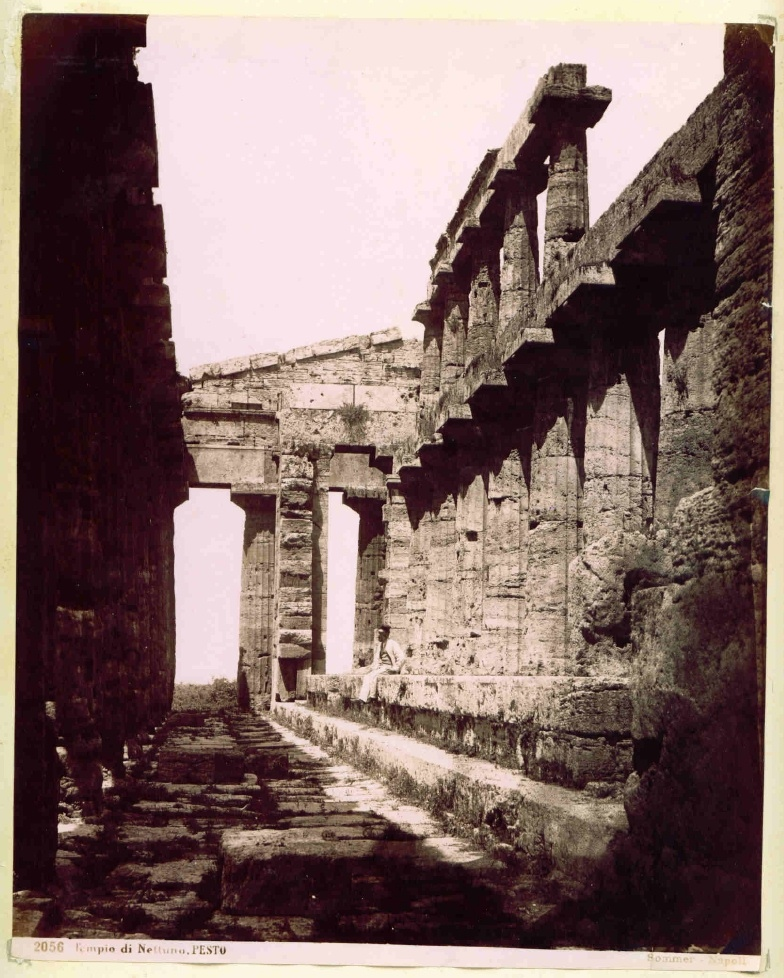
Architecture interne du second temple d'Héra, dit « temple de Poséidon », vu par Giorgio Sommer, vers 1900
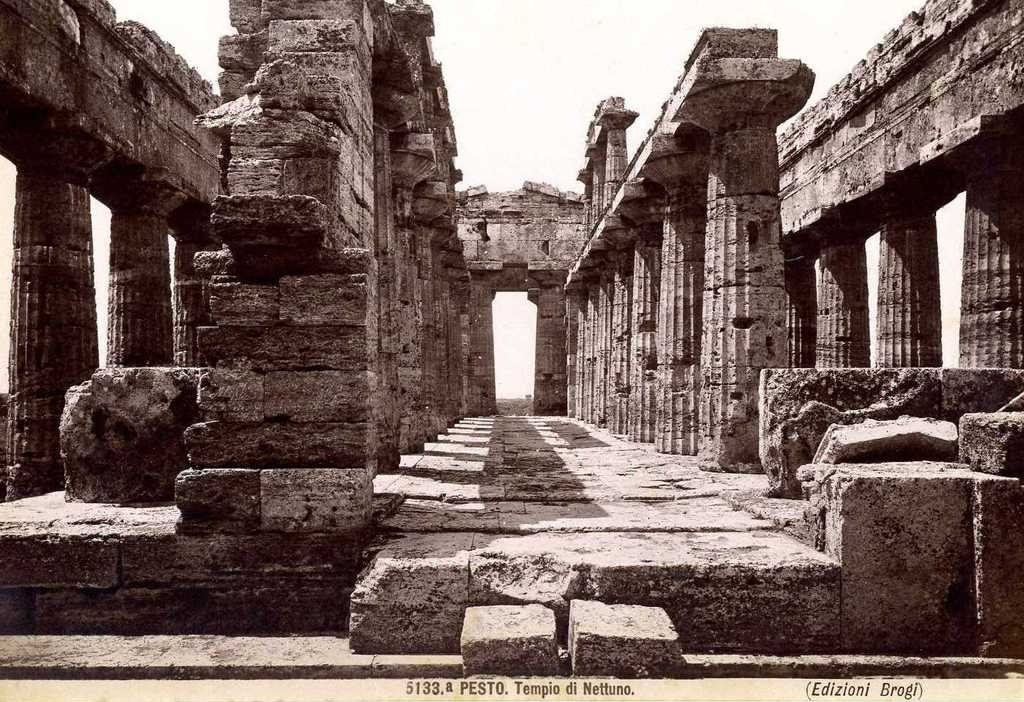
Cella du second temple d'Héra, dit « temple de Poséidon », vu par Giacomo Brogi, avant 1881

#### Particularités structurelles
Le nombre des colonnes latérales ne répond pas au canon dorique (quatorze colonnes au lieu de treize), même si d'autres temples de Grande-Grèce présentent aussi cette particularité, comme celui de Ségeste (Sicile).
Les colonnes sont un peu plus petites, mais plus allongées que celle du modèle d'Olympie. Elles sont aussi d'une taille inhabituelle, très hautes, fortement coniques, d'un diamètre de 2,09 m à la base et de 1,55 m au sommet, mais très peu galbées (entasis). Pour atténuer toute sensation de lourdeur, le nombre des cannelures a été porté à vingt-quatre, ce qui ne répond pas non plus aux règles canoniques de l'ordre dorique.
Les colonnes d'angle ont une section elliptique, dont le grand axe est parallèle à la façade, pour leur donner plus d'épaisseur en vue frontale, et les colonnes latérales ne convergent pas verticalement, comme c'est l'usage généralement.

#### Correction optique de la concavité
On trouve ici la disposition, de manière presque unique dans le contexte de la Grande-Grèce, de la convexité du stylobate et de l'entablement, caractéristique de l'architecture dorique en Grèce, par exemple au Parthénon et reprise plus tard à Ségeste.

#### Résolution du conflit angulaire
Le problème habituel du conflit d'angle des métopes et des triglyphes a été résolu ici par le déplacement du dernier triglyphe et le raccourcissement de l'entrecolonnement d'angle, de sorte que la dernière métope soit de même longueur que la précédente : l'entrecolonnement des colonnes d'angle est de 4,30 m au lieu de 4,475 m pour les autres colonnes.

#### Attribution cultuelle
Le nom traditionnel de « temple de Poséidon » est hérité du pouvoir imaginatif des découvreurs enthousiastes effectuées au cours du XVIIIe siècle. Les dépôts votifs liés au temple incitent à penser qu'il était dédié à Héra, plutôt qu'à Zeus, comme on avait pu l'envisager, en raison des similitudes de conception avec le temple d'Olympie. La présence de deux temples voisins dédiés à la même divinité demeure cependant inexplicable.

### Temple d'Athéna, dit «temple de Cérès»
Le temple d'Athéna, dit « temple de Cérès », fut édifié 500 m environ plus au nord, vers 500 av. J.-C. Ce temple dorique hexastyle est plus petit que les deux autres, mais très équilibré, avec un pronaos à colonnes ioniques. Sa base mesure 32,89 mètres de longueur sur 14,54 mètres de largeur et ses colonnes (13 par 6) mesurent 6,12 mètres de hauteur.
La découverte de trois tombes médiévales dans le sous-sol de ce temple témoigne de sa probable conversion en église chrétienne durant cette période.

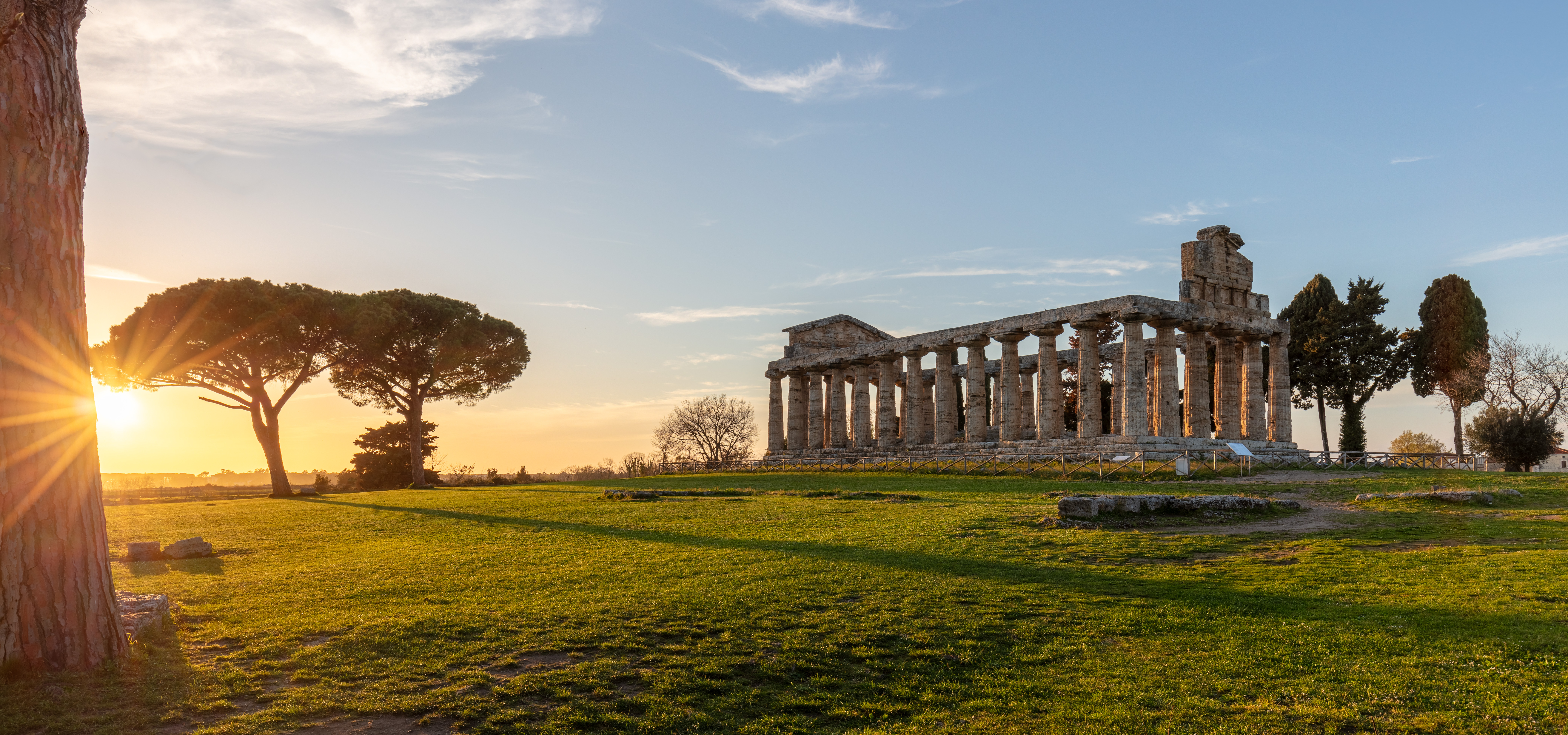
Le « temple de Cérès » à Paestum.

### Héraion de l'embouchure du Sélé: sanctuaire d'Héra Argéia (d'Argos)

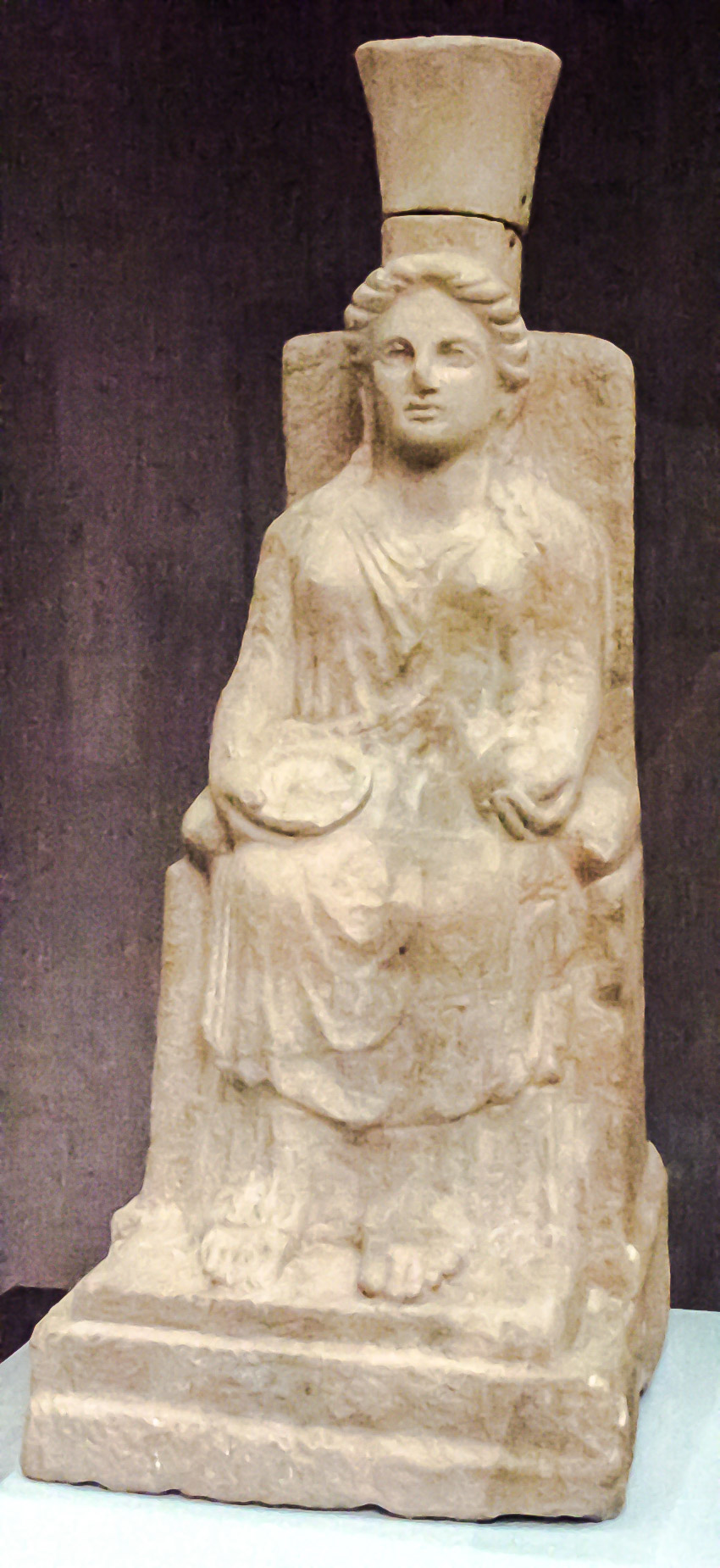
Statue en marbre d'Héra couronnée, fin Ve s. av. JC, avec la grenade dans la main comme symbole de la fertilité. Héraion de l'embouchure du Sélé.

Les traces de ce sanctuaire à Argos ont été mises en lumière par les fouilles des archéologues Umberto Zanotti Bianco, Paola Zancani Montuoro, entre 1934 et 1940. Lors des fouilles ont été trouvées environ soixante-dix métopes sculptées dans du grès local. Les plus anciennes, environ quarante, représentent des épisodes du mythe des douze travaux d'Héraclès (Hercule), du cycle troyen, mais aussi de Jason et Oreste. Une trentaine de métopes plus récentes représentent notamment des danseuses.
On a aussi découvert sur le lieu une statue en marbre d'Héra assise sur un trône et tenant une grenade et une phiale à omphalos comme symboles de la fertilité. On l'appelle Héra Argéia en raison des similitudes avec l'Héra de l'Héraion d'Argos attribuée à Polyclète.
Le site de l'embouchure du Sélé a été endommagé par le temps et par le pillage des pierres. Les hypothèses sur les bâtiments disparus ou ébauchés seulement, et leur décoration, restent en discussion.

## Musée

### Objets funéraires

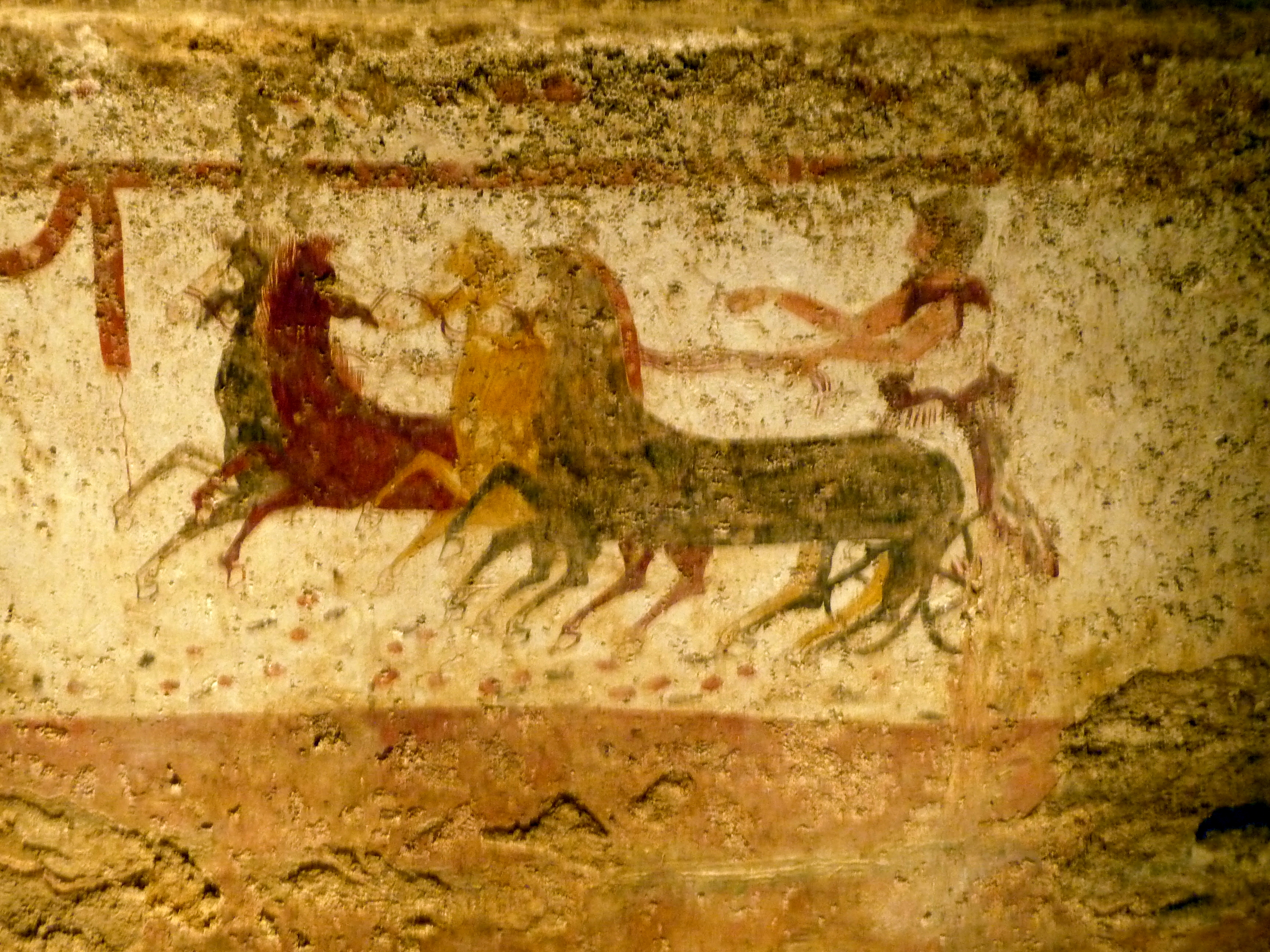
Quadrige, fresque provenant d'une tombe lucanienne

Le musée présente une importante collection d'objets antiques grecs de l'Italie méridionale, notamment des objets funéraires, de nombreux vases, des jarres contenant du miel, mais aussi des armes et des fresques provenant des découvertes faites dans les nécropoles grecques et lucaniennes des environs de Paestum.

### Fresques grecques
Les panneaux peints sur calcaire proviennent de la célèbre fresque de la Tombe du Plongeur (480-470 av. J.-C.), et sont uniques dans la peinture de l'Antiquité grecque. Ils ont été découverts dans la nécropole située à 1,5 kilomètre de Paestum.

### Fresques lucaniennes
Un grand nombre d'autres fresques, plus d'une quarantaine, appartiennent à des tombes de la période lucanienne de la cité (420-350 av. J.-C.).

## Dans la fiction
- Des scènes du film Le Choc des Titans (1981) furent tournées à Paestum (Persée affronte et tue le chien à deux têtes dans l'un des temples de la cité)
- Les Aventuriers du Cilento (2019), roman de Michel Quint
- Histoire d’amour (2020), roman de Stéphane Audeguy y fait s’y dérouler une scène
- Pœstum poème de  Louise Colet
- Paestum est cité dans le roman de Marguerite Duras Les Petits Chevaux de Tarquinia.

### Articles connexes

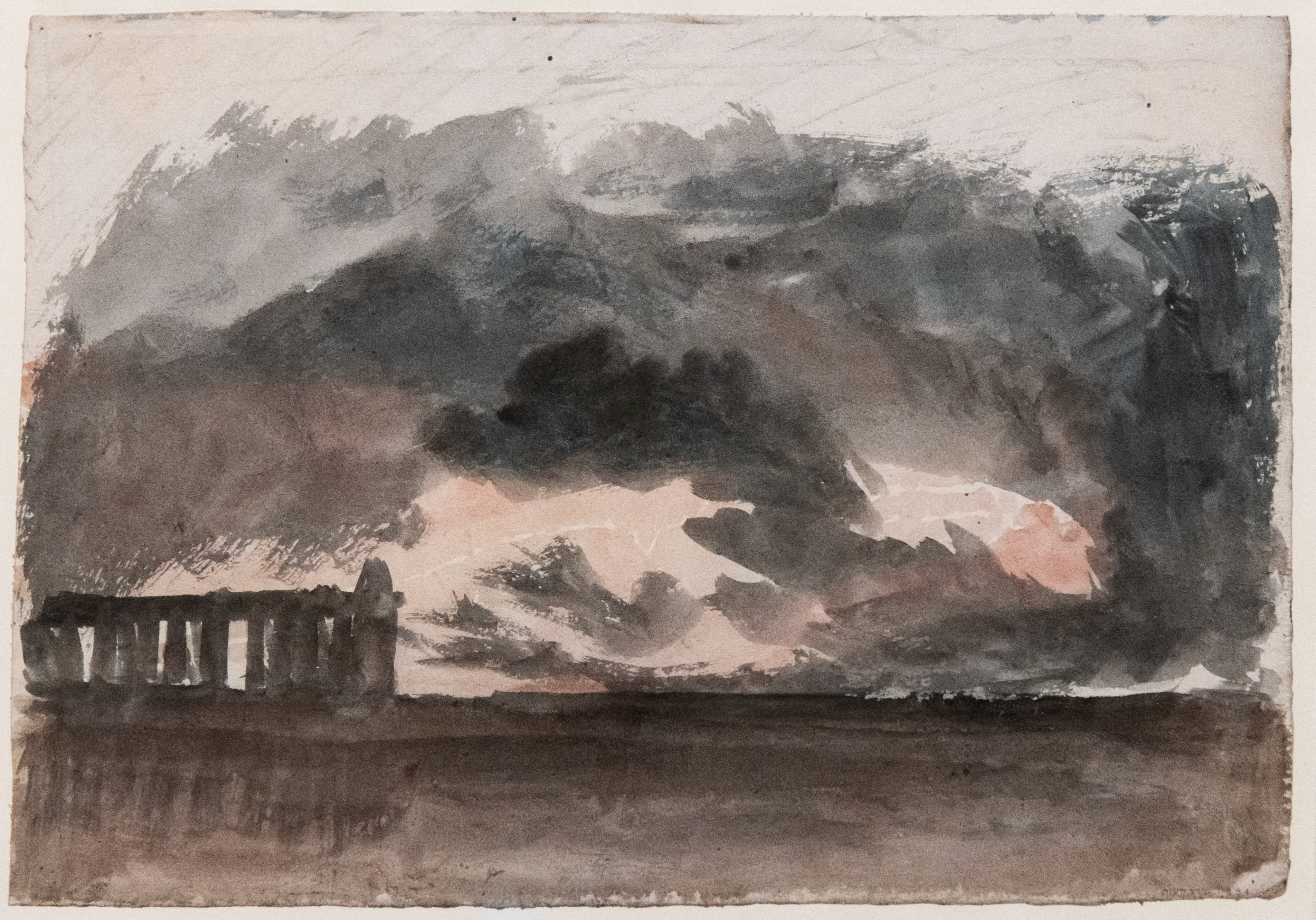
Paestum - 1823-6 - William Turner - Tate Britain